# Victor Williams
Victor Williams est un acteur américain né le 19 septembre 1970 à Brooklyn, New York (États-Unis).

## Filmographie
- 1985 : The Barbaric Beast of Boggy Creek, Part II : Young Creature
- 1996 : La Femme du pasteur (The Preacher's Wife) : Robbie
- 1997 : A Brooklyn State of Mind (en) de Frank Rainone : Black Man
- 1997 : Copland : Russell
- 1998-2007 : Un gars du Queens (série TV) : Deacon Palmer
- 1999 : Graham's Diner
- 2001 : Me and Mrs. Jones : Jersey
- 2003 : With or Without You
- 2003 : Animatrix (The Animatrix) (vidéo) : Dan (segment "Record du monde") (voix)
- 2004 : First Breath : Eddie
- 2005 : The Toy Warrior (voix)
- 2005 : Traci Townsend : Darrell
- 2005 : Ma sorcière bien-aimée (Bewitched) : un policier
- 2014 : The Affair (série télévisée) : inspecteur Jeffries
- 2017 : November Criminals de Sacha Gervasi : M. Broadus
- 2023 : Justified: City Primeval (série télévisée) : Wendell